# Установка для перемещения и маневрирования космонавта

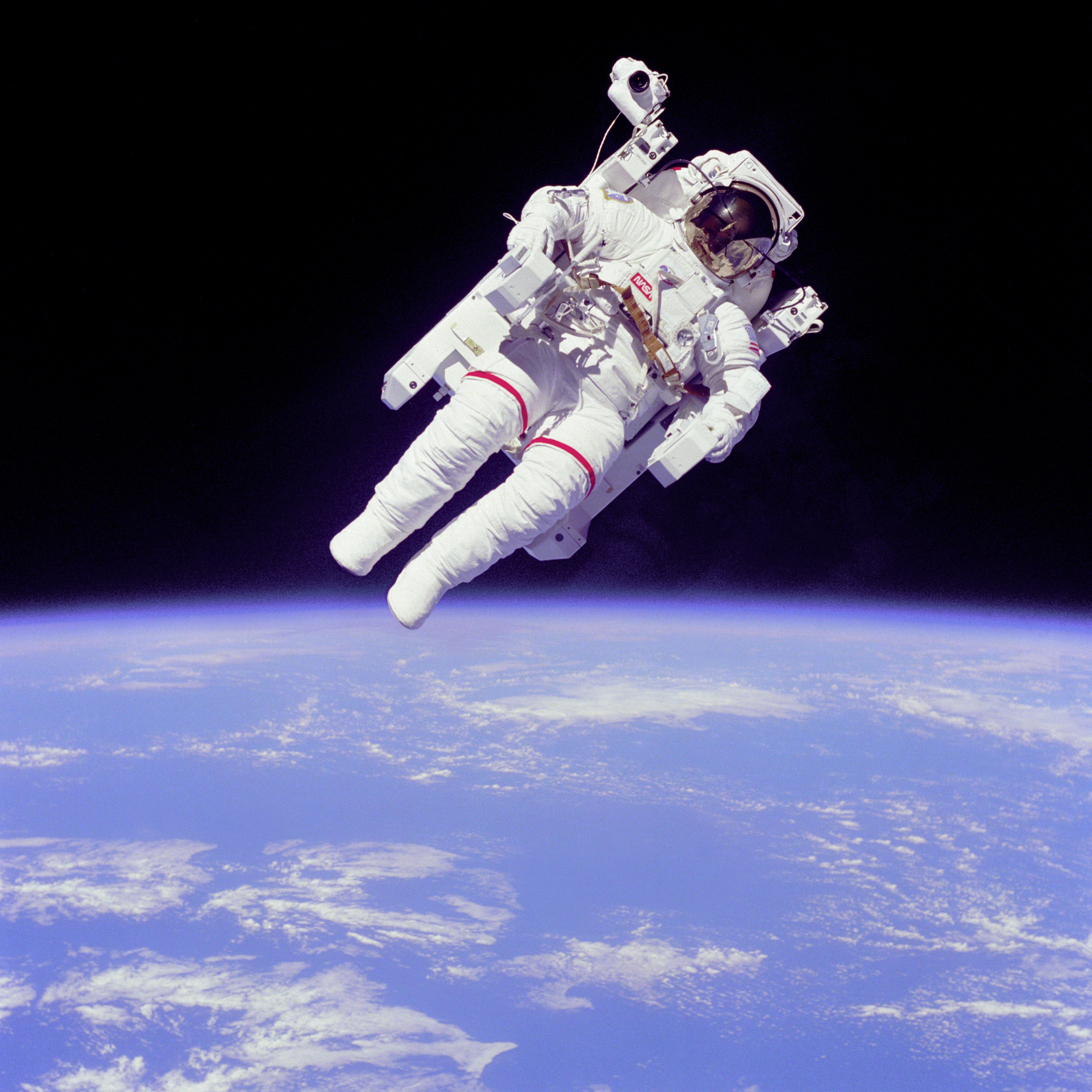
Американский астронавт Брюс МакКэндлесс использует «Пилотируемый маневрирующий модуль» во время выхода в открытый космос

Установка для перемещения и маневрирования космонавта (УПМК) — система, позволяющая космонавту перемещаться в невесомости вне космического корабля.
Известно о разработках следующих УПМК:
- HHMU — ручное реактивное устройство «самострел» (англ. zip gun), представляет собой пистолет, выбрасывающий газовую струю (газ подается через шланг от кислородной системы скафандра), использовалось американскими астронавтами на кораблях «Джемини».
- AMU, ранцевое устройство (англ. Astronaut Maneuvering Unit) разрабатывался для программы «MOL» выводилось на орбиту в полётах Джемини-9, но из-за чрезмерной усталости астронавта Юджина Сернана выход в открытый космос был прерван и устройство так и не было испытано. Также предполагалось запустить его в составе экспедиции Джемини-12, но этого так и не произошло.
- УПМК, разработанная для программы «Восход» (использование со скафандром «Ястреб») и затем для военной орбитальной станции «Алмаз» (не использовалась).
- УПМК 21КС — разработанная для выходов в космос с борта орбитальной космической станции «Мир». Использовалась космонавтами А. А. Серебровым и А. С. Викторенко в выходах 1-го и 5-го февраля 1990 года[1].
- Американский «Пилотируемый маневрирующий модуль» (англ. Manned Maneuvering Unit), испытанный во время полётов шаттлов в 1984 году.
- Упрощенная система для спасения (англ. Simplified Aid For EVA Rescue). (SAFER) планируют использовать только в случае чрезвычайной ситуации. Она надевается на выходы в открытый космос за пределами Международной космической станции (МКС), является упрощенной версией (MMU).
- Установка спасения космонавта УСК производства НПП «Звезда». Крепится к скафандру Орлан-М и последующим модификациям.

## Советский УПМК
Установка в форме подковы как бы обнимала космонавта в скафандре. Перемещение обеспечивалось двумя блоками — разгонным и тормозным, каждый из 42 пороховых двигателей. Срабатывание одного двигателя разгоняло космонавта на 20 сантиметров в секунду. И разгонные, и тормозные двигатели размещались так, чтобы вектор тяги проходил через центр масс, не вызывая разворотов космонавта. Система ориентации состояла из 14 миниатюрных сопел, работавших на сжатом воздухе, и управлялась «джойстиком» на подлокотнике подковы, причем автоматика ограничивала скорость разворота.
Масса УПМК составляла 90 килограммов, а вместе с пилотом в скафандре — 250 килограммов. Аккумуляторы обеспечивали до четырех часов автономной работы в открытом космосе. А запаса топлива, если бы целиком потратить его на ускорение в одном направлении, хватило бы для разгона до скорости 32 м/с. Применение твердого ракетного топлива и сжатого воздуха упрощало эксплуатацию и повышало безопасность УПМК. К сожалению, испытать устройство на орбите советским космонавтам так и не удалось.

## Советский УПМК 21КС
Советское средство передвижения космонавта 21КС (СПК) созданное в 1986 г. для работы совместно со скафандром «Орлан ДМА» на станциях типа «Мир» и кораблях «Буран».
Установка выполнена в виде ранца, охватывающего скафандр со стороны «спины». Космонавт в скафандре может самостоятельно фиксироваться к установке. Установка имеет 6 степеней свободы перемещений: линейные перемещения по трем осям и вращение вокруг трех осей. Управление установкой осуществляется от ручек управления линейными перемещениями и вращением, расположенными на пультах. Система управления предусматривает режимы полуавтоматического управления, автоматической стабилизации в пространстве и непосредственного управления. 
Характеристическая скорость - 30 м/с;
Время автономной работы в одном выходе без дозаправки - 6 ч;
Максимальное удаление от космического корабля - 60 м;
Общее количество выходов – 15;
Масса - 180 кг. 
Основу конструкции составлял массивный ранец, на котором размещались все системы. Сжатый воздух хранился в двух 20-литровых баллонах под давлением 350 атмосфер и выпускался через 32 сопла. Пульты управления с тумблерами и рукоятками располагались на двух консолях — под обеими руками космонавта. Подавая команду с помощью тумблера на пульте, космонавт открывал электропневмоклапан, который, в свою очередь, управлял подачей воздуха через сопла тягой 5 ньютонов (0,5 килограмма-силы) каждое. Сопла располагались по углам «ранца» и позволяли как двигаться по прямой, так и совершать повороты вокруг трех осей. 
Установка могла работать в двух режимах: экономичном и форсированном. Первый ограничивал линейные и угловые скорости вблизи станции или спутника-мишени. Газовые сопла выбрасывали сжатый воздух импульсами длительностью около одной секунды, а скорость вращения не превышала 10°/с Так что для разворота кругом требовалось не менее 20 секунд. Форсированный режим служил для быстрых перемещений на безопасном расстоянии от станции и для экстренного реагирования в случае риска столкновения. При этом линейные сопла работали импульсами по четыре секунды, а угловые ускорения достигали 8 °/с2 — почти втрое больше, чем в экономичном режиме. 
Первые летные испытания 21КС провели в феврале 1990 года космонавты Александр Серебров и Александр Викторенко на станции «Мир». Они выходили в открытый космос из модуля «Квант-2». 
01.02.90 г. – выход космонавта Сереброва А.А. в открытый космос с использованием СПК. Отход от станции составил 33 м.
05.02.90 г. – выход космонавта Викторенко А.С. в открытый космос с использованием СПК. Отход от станции составил 45 м.
Для безопасности на данном этапе использовалась страховочная лебедка, однако при штатной эксплуатации СПК должно было работать без «привязи», удаляясь на расстояние до 60 метров от станции «Мир» и до 100 метров от корабля «Буран». Разница объяснялась тем, что «Буран» мог в случае неполадок в СПК легко догнать космонавта.
Больше испытаний 21КС не проводилась, сама установка все последующие годы находилась на станции "Мир" и после ее сведения с орбиты сгорела вместе с ней в атмосфере.

## Американский MMU
Пилотируемый маневрирующий модуль (MMU) был разработан НАСА и тестировался в трёх полётах «шаттлов» в течение 1984 года:  (STS-41B, STS-41C, STS-51A). 
После катастрофы «Челленджера» был выполнен пересмотр многих аспектов, влияющих на безопасность астронавтов. Применение MMU было признано слишком рискованным, и их дальнейшая эксплуатация прекращена.

## Фото

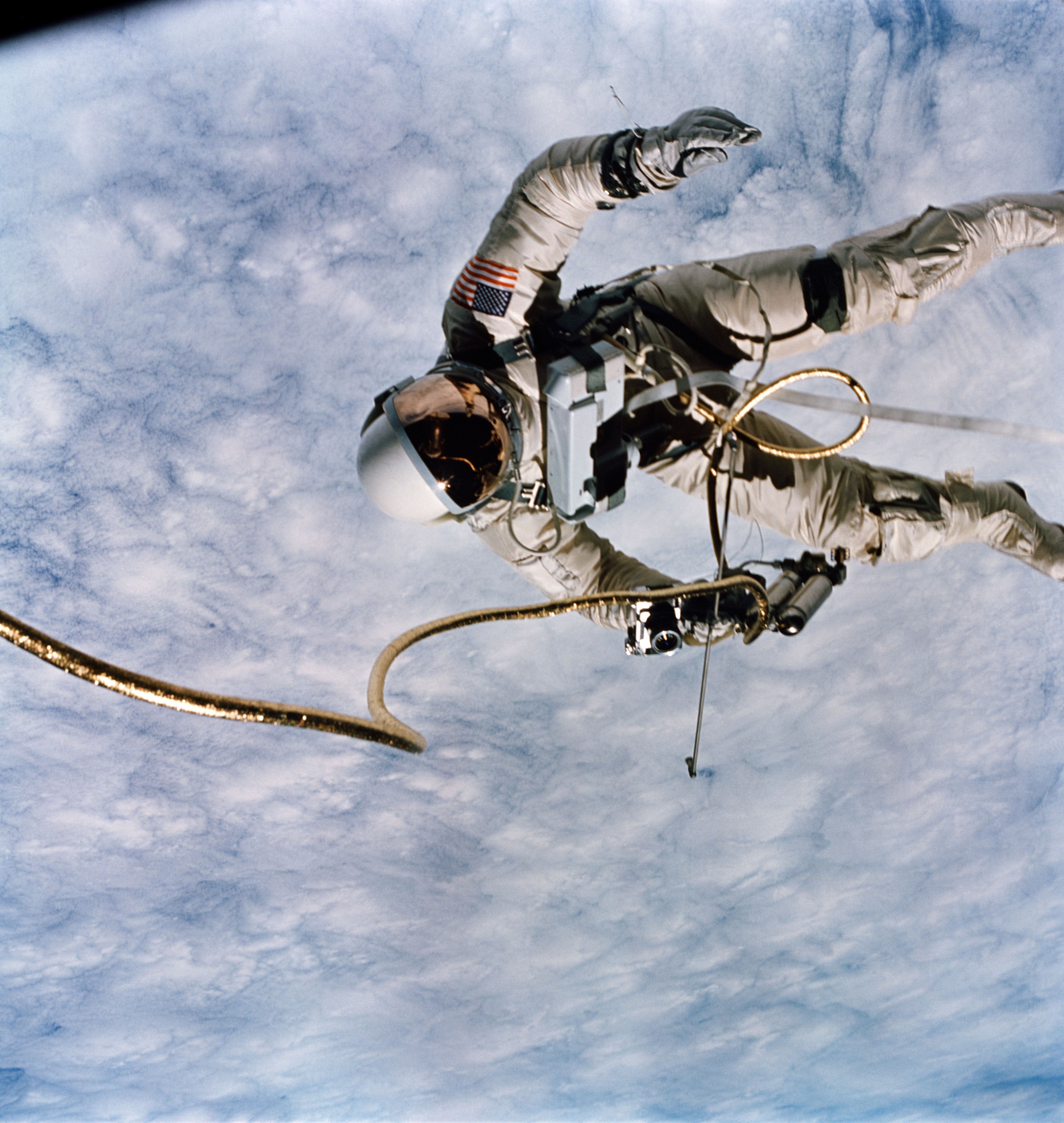
Эдвард Уайт  с HHMU, 3 июня 1965
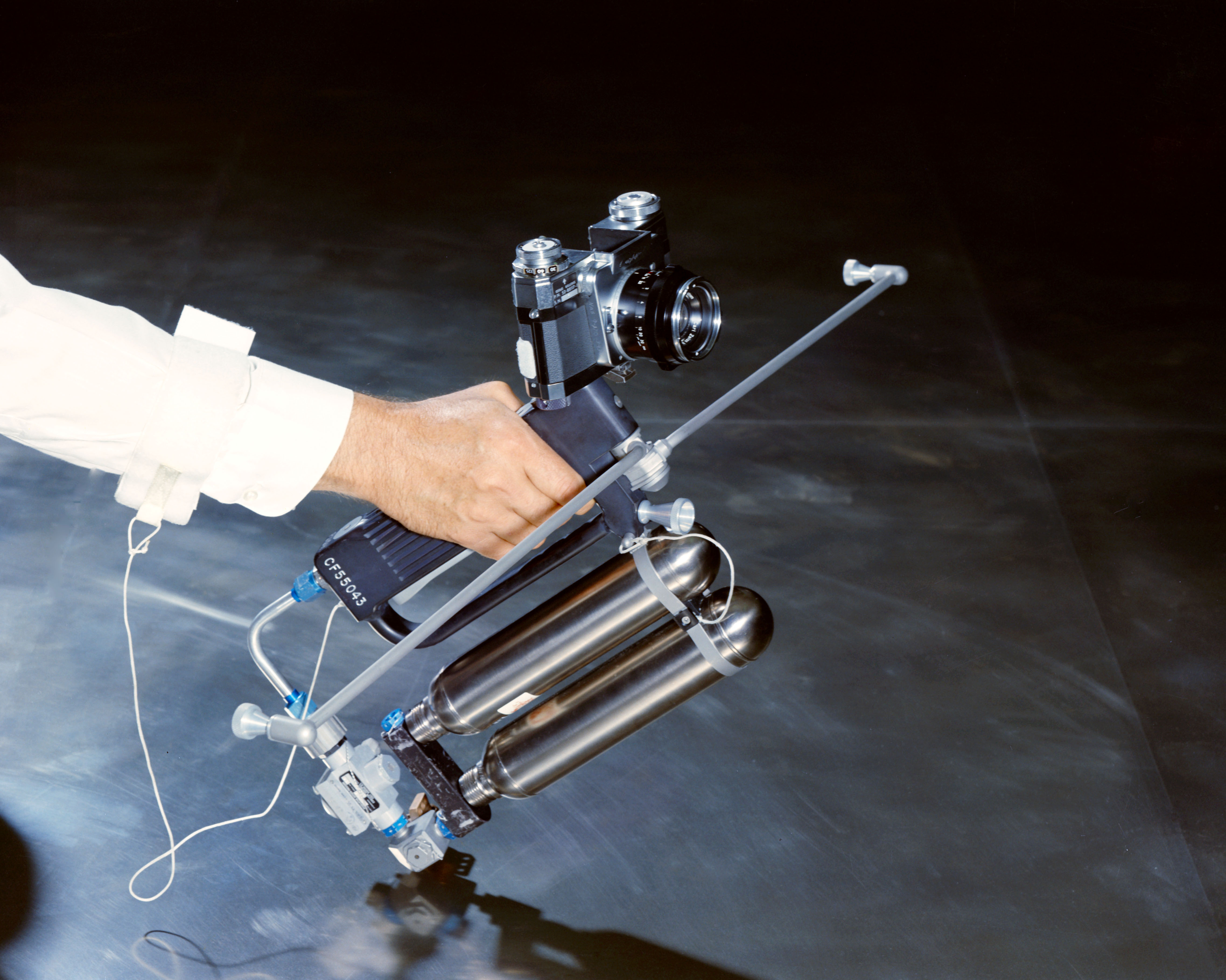
Ручное двигательное устройство HHMU.
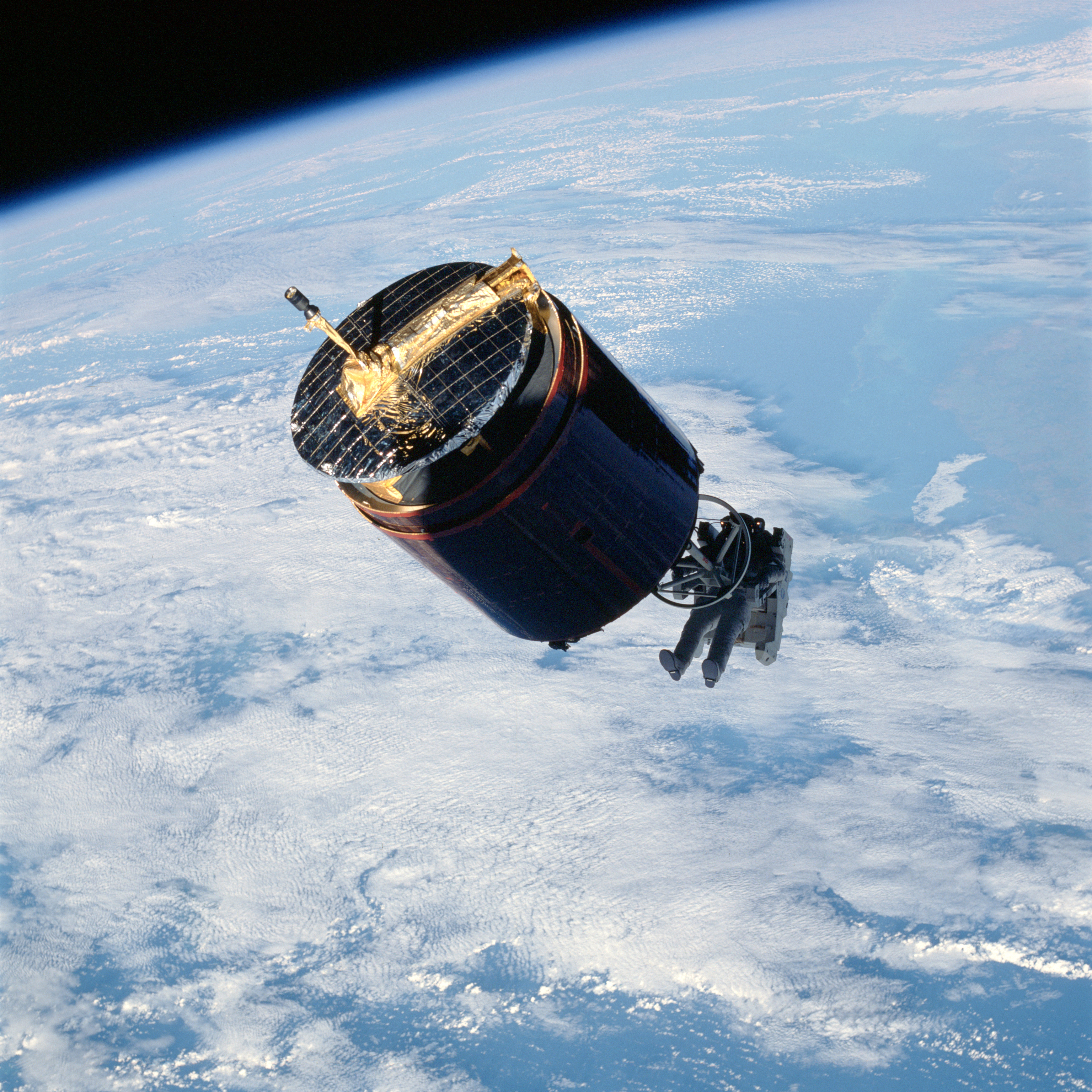
Дейл Гарднер в MMU захватывает спутник «Уэстар-6», миссия STS-51A
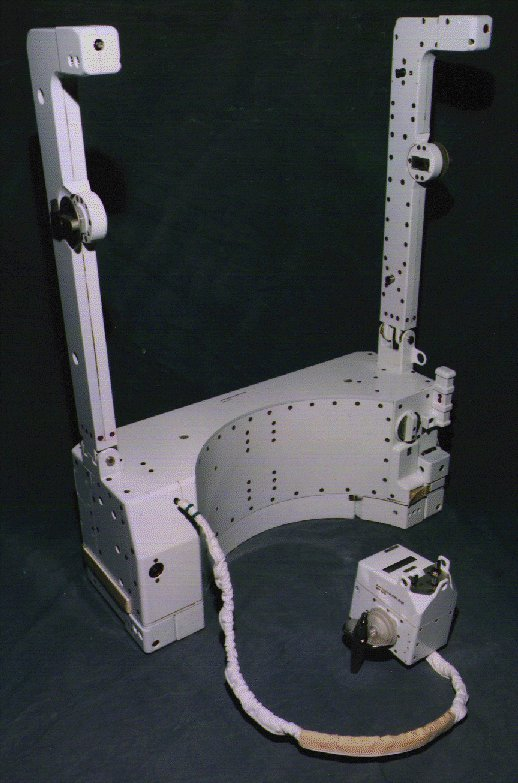
SAFER.
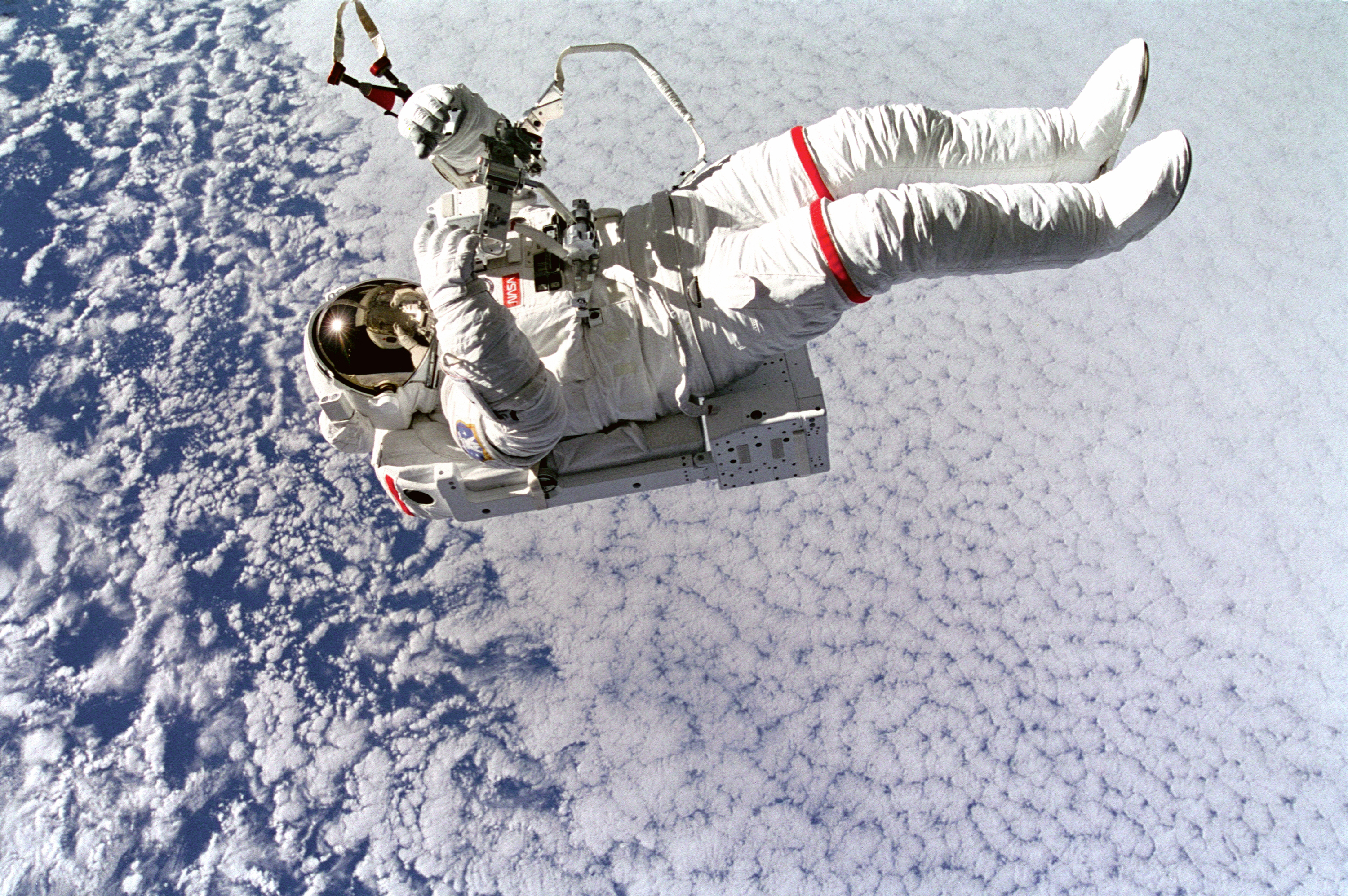
Марк Ли испытывает SAFER миссия STS-64.
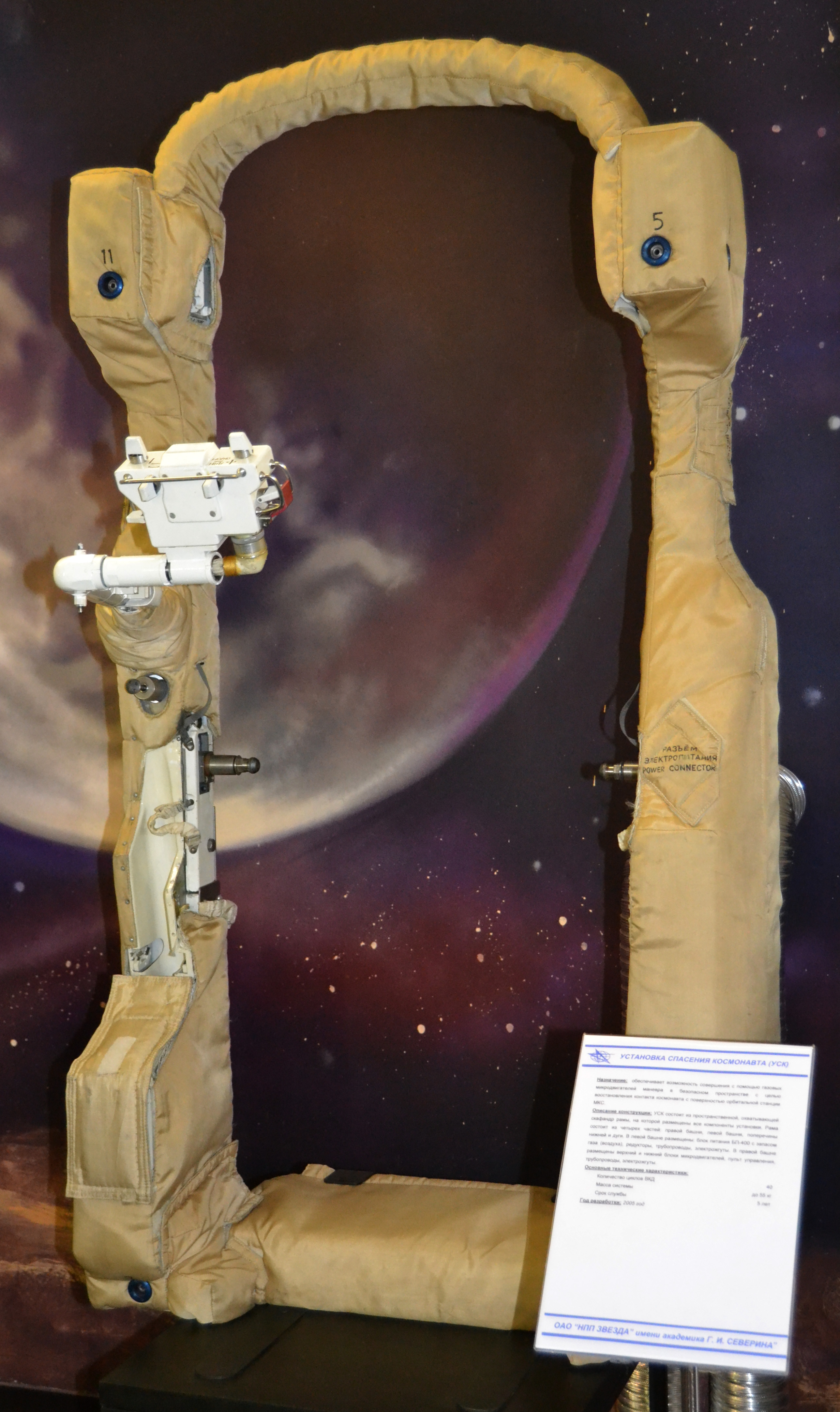
УСК (установка спасения космонавта) в демонстрационном зале ОАО «НПП «Звезда».